# Gaston Calmette

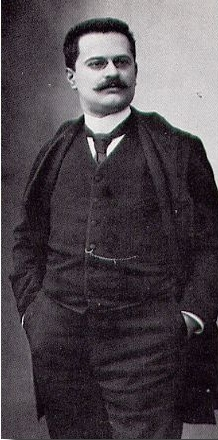
Gaston Calmette

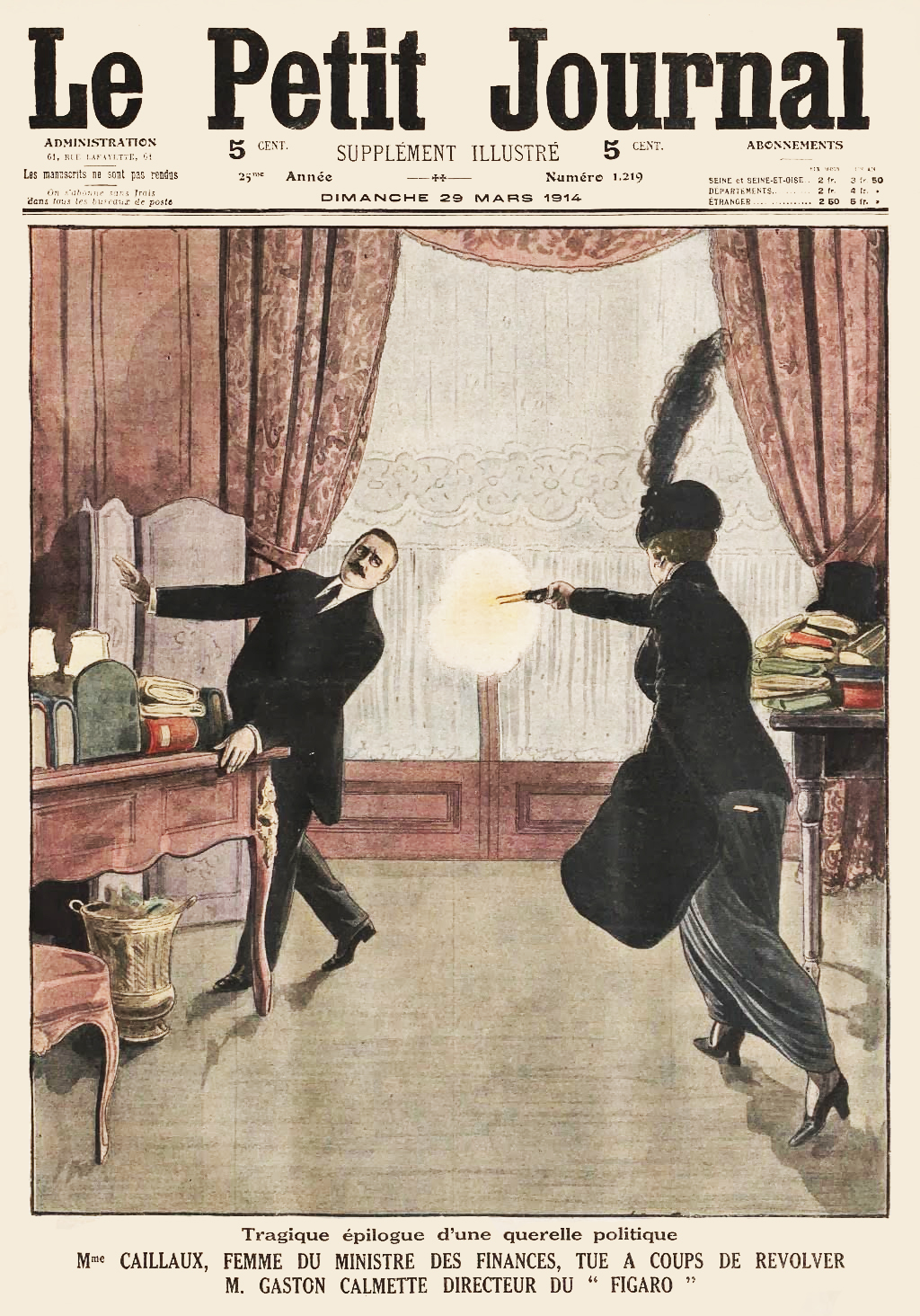
Titelbild des Le Petit Journal mit einer Darstellung des Attentats

Gaston Calmette (* 30. Januar 1858 in Montpellier; † 16. März 1914 in Paris) war ein französischer Journalist und Chef der konservativen französischen Zeitung „Le Figaro“.

## Leben
Sein Hauptgegenspieler war der französische Finanzminister Joseph Caillaux, der Pazifist war und eine progressive Einkommensteuer einführte, und deshalb in der französischen Oberschicht heftig umstritten war. Der als rechtsradikal geltende und der Oberschicht nahestehende Calmette drohte Liebesbriefe von Caillaux’ Frau Henriette zu veröffentlichen, die sie ihrem späteren Mann geschrieben hatte, als dieser noch mit einer anderen Frau verheiratet war. Als Reaktion auf diese Drohung schoss Henriette Caillaux ihn in seiner Redaktion nieder. Calmette verstarb wenig später an seinen Verletzungen. Henriette Caillaux wurde vor Gericht am 28. Juli 1914 (dem Tag, an dem der Erste Weltkrieg begann) aufgrund „akuter seelischer Notlage“ freigesprochen.
Das Urteil löste eine heftige Kontroverse und Proteste in Frankreich aus. Joseph Caillaux trat am Tag nach der Tat von seinem Amt zurück. Er trat vor Gericht als Verteidiger seiner Frau auf.
Marcel Proust widmete Calmette den ersten Band von „Auf der Suche nach der verlorenen Zeit“ („In Swanns Welt“).
Calmettes jüngerer Bruder war der Arzt und Bakteriologe Albert Calmette (1863–1933).
Im Andenken an seinen Einsatz für das Zustandekommen der Fünften Französischen Antarktisexpedition (1908–1910) unter der Leitung des Polarforschers Jean-Baptiste Charcot sind auf der Antarktischen Halbinsel nach ihm ein Kap und eine Bucht benannt.

## Dokumentationen
- Tatort Geschichte: Der Tod des Gaston Calmette: Ministergattin erschießt Chefredakteur, Sendung von Niklas Fischer und Hannes Liebrandt, 21. Mai 2021, ARD Audiothek (Bayern 2)